# Wydundra webberae
Espèce
Wydundra webberae est une espèce d'araignées aranéomorphes de la famille des Gnaphosidae.

## Distribution
Cette espèce est endémique du Territoire du Nord en Australie. Elle se rencontre vers  Humpty Doo et Daly River.

## Description
La femelle holotype mesure 3,46 mm.

## Étymologie
Cette espèce est nommée en l'honneur de Jenni Webber.

## Publication originale
- Platnick & Baehr, 2006 : A revision of the Australasian ground spiders of the family Prodidomidae (Araneae, Gnaphosoidea). Bulletin of the American Museum of Natural History, no 298, p. 1-287 (texte intégral).